# Rinaldo di Courtenay
Rinaldo di Courtenay (1105/1120 – 27 settembre 1194), figlio di Milone di Courtenay e di sua moglie Elisabetta di Nevers, è stato il quinto signore di Courtenay.
Nel 1147 Rinaldo e il fratello maggiore Guglielmo accompagnarono il Luigi VII di Francia in Palestina per partecipare alla seconda crociata. Guglielmo morì durante il viaggio e Rinaldo tornò in Francia nel 1149. Ai tempi possedeva le signorie di Courtenay, Montargis, Château-Renard, Champignelles, Tanlay, Charny, Chantecoq e Bléneau.
André Duchesne cita due lettere di Tebaldo IV di Blois a Sugerio di Saint-Denis, nelle quali Tebaldo informava Sugerio che Raginaldus de Cortiniaco aveva sottratto denaro ai mercanti del re, chiedeva il suo aiuto per vendicare l'oltraggio e offriva il suo aiuto nel caso venisse inviato un esercito contro Rinaldo. Queste lettere non sono datate: Albert Lecoy de La Marche le fa risalire al 1149, quando re Luigi VII era impegnato nella seconda crociata e Sugerio era reggente di Francia.

## Matrimoni e discendenza
Rinaldo sposò in prime nozze Helvise di Donjon di Corbeil (1120/1125 - dopo il 1155), figlia di Ferry di Donjon (? - dopo il 1174) e sorella del conte di Nevers. Ebbero quattro figli:
- Elisabetta (1140/1145 - dopo il 1205)[1], sposata con Pietro di Francia, figlio di Luigi VI di Francia. Da questo matrimonio ha avuto origine la casa capetingia dei Courtenay[9]
- Adelina di Courtenay (1142/1148 - dopo il 1190), che sposò Avalon (1140/1145 - 1200 circa), signore di Seignelaye, figlio di Dagoberto, signore di Seignelay, e di sua moglie Alpazia[1]
- Guglielmo di Courtenay (1140/1145 - dopo il 1167/1168, forse prima del 1170)[1]
- Rinaldo di Courtenay (? - 1194), padre di Roberto di Courtenay, antenato dei conti del Devon. Possedeva delle terre a Sutton nel Berkshire[1]

Tra il 1150 e il 1155 Rinaldo sposò in seconde nozze Hawise d'Avranches (dopo il 1132 - 1º agosto 1209), figlia di Roberto d'Avranches e di sua moglie Matilda Avenill. Ebbero tre figli:
- Roberto di Courtenay (1150/1155 - 1207/1209). Ebbe anche lui discendenti in Inghilterra[1]
- Angelina di Courtenay (? - dopo il 1219), sposata con Gilberto Basset (? - 1205/1206), figlio di Thomas Basset di Headington (Oxfordshire) e di sua moglie Alice di Dunstanville[1]
- Enrico di Courtenay (? - prima del 1231)[1]

## Ascendenza
|                      |                      |                                      | Genitori                          |  |  | Nonni                 |  |  | Bisnonni            |  |
|                      |                      |                                      |                                   |  |  | Joscelin di Courtenay |  |  | Attone di Courtenay |  |
|                      |                      |                                      |                                   |  |  | Joscelin di Courtenay |  |  | Attone di Courtenay |  |
|                      |                      | …                                    |                                   |  |  | Joscelin di Courtenay |  |  |                     |  |
| Milone di Courtenay  |                      |                                      |                                   |  |  | Joscelin di Courtenay |  |  |                     |  |
|                      |                      | Elisabetta (o Isabella) di Montlhéry | Guido I di Montlhéry              |  |  |                       |  |  |                     |  |
|                      |                      | Elisabetta (o Isabella) di Montlhéry | Guido I di Montlhéry              |  |  |                       |  |  |                     |  |
|                      |                      | Elisabetta (o Isabella) di Montlhéry | Hodierna di Gometz                |  |  |                       |  |  |                     |  |
| Rinaldo di Courtenay |                      | Elisabetta (o Isabella) di Montlhéry |                                   |  |  |                       |  |  |                     |  |
|                      | Rinaldo II di Nevers | Guglielmo I di Nevers                |                                   |  |  |                       |  |  |                     |  |
|                      | Rinaldo II di Nevers | Guglielmo I di Nevers                |                                   |  |  |                       |  |  |                     |  |
|                      | Rinaldo II di Nevers | Ermengarda di Tonnerre               |                                   |  |  |                       |  |  |                     |  |
| Elisabetta di Nevers | Rinaldo II di Nevers |                                      |                                   |  |  |                       |  |  |                     |  |
|                      |                      | Ida-Raimonda di Forez                | Artaldo III di Lione, IV di Forez |  |  |                       |  |  |                     |  |
|                      |                      | Ida-Raimonda di Forez                | Artaldo III di Lione, IV di Forez |  |  |                       |  |  |                     |  |
|                      |                      | Ida-Raimonda di Forez                | Raimondo                          |  |  |                       |  |  |                     |  |
|                      |                      | Ida-Raimonda di Forez                |                                   |  |  |                       |  |  |                     |  |